# Solidarita (Česko)
Solidarita byla volební koalice sestavená pro volby do Zastupitelstva hlavního města Prahy 2022. Jejími členy byli ČSSD, Zelení, Idealisté a Budoucnost, v čele s bývalou ombudsmankou Annou Šabatovou, která kandidovala jako nestranička za Zelené.
Svou kampaň koalice oficiálně zahájila 6. června 2022 před budovou Obecního domu u Prašné brány. Jejím sloganem byla „Solidarita místo sobectví“.
Koalice ve volbách získala 2,01 % hlasů, a do zastupitelstva hlavního města se tak nedostala.

## Program
Uskupení se profilovalo jako „progresivní projekt, který dává důraz na ekologickou a ekonomickou udržitelnost a sociální spravedlnost“.
Prosazovalo řešení bytové krize skrze rozsáhlou výstavbu městských bytů tak, aby byly krom nejpotřebnějších dostupné i pro střední třídu, podporu družstevní výstavby, zřizování kontaktních míst, podporu projektu Housing First, posílení práv nájemníků nebo udělení povinnosti developerům převést část nové bytové výstavby do městského fondu. Dále podporuje větší investice do veřejné dopravy, škol a školek, sociálních služeb, kultury, městské zeleně i dalších forem adaptace na změny klimatu či opatření, která měla za cíl snížit životní náklady mládeži, rodinám, seniorům a nízkopříjmovým obyvatelům Prahy.
Během předvolební kampaně se lídryně Solidarity Anna Šabatová vyjádřila pro deník Právo, že v pražských volbách půjde především o zabránění politického ovládnutí velkoměsta stranou ANO a koalicí SPOLU, což by podle ní přispělo k návratu starých pořádků, kdy byla Praha do velké míry privatizována (došlo k rozprodání pozemků i bytového fondu a ve vlastnictví města zůstalo pouhých 4–5 % bytů).

## Kritika
Kandidát za ANO 2011 Patrik Nacher se vyjádřil, že Solidarita nemůže být partnerem jeho strany, protože nemá za prioritu obchvaty.